# Monte Ruan
Il Monte Ruan (3.053 m s.l.m. - detto anche Grand Mont Ruan) è una montagna delle Prealpi del Giffre nelle Prealpi di Savoia.

## Descrizione
Si trova nello svizzero Canton Vallese a poca distanza dal confine con la Francia. Presenta la caratteristica di ospitare lungo i suoi versanti parecchi ghiacciai.